# Ahmed Adly
Ahmed Adly (ur. 19 lutego 1987 w Kairze) – egipski szachista, arcymistrz od 2005 roku.

## Kariera szachowa
Od roku 1997 reprezentował swój kraj w mistrzostwach świata juniorów we wszystkich kategoriach wiekowych. Jest dwukrotnym medalistą tych rozgrywek: złotym (2007, Erywań, do lat 20) oraz brązowym (2004, Iraklion, do lat 18). W roku 2005 został pierwszym w historii egipskim szachistą, który otrzymał tytuł arcymistrza.
W roku 2002 podzielił II m. w mistrzostwach Egiptu, natomiast w 2003 triumfował w kołowym turnieju w Kairze oraz zdobył tytuł wicemistrza Afryki. W 2004 uczestniczył w pucharowym turnieju o mistrzostwo świata w Trypolisie (w I rundzie przegrał po dogrywce z Siergiejem Rublewskim), natomiast w 2005 – w Pucharze Świata w Chanty-Mansyjsku (tu również odpadł w I rundzie, po porażce z Rusłanem Ponomariowem). W tym samym roku zdobył w Lusace tytuł mistrza Afryki. W 2006 r. podzielił I m. w silnie obsadzonym otwartym turnieju w Reykjaviku (wraz z Szachrijarem Mamediarowem, Igorem-Alexandre Natafem, Pentala Harikrishna i Gabrielem Sargissianem, przed m.in. Magnusem Carlsenem i Ivanem Sokolovem), natomiast w 2007 r. zwyciężył (przed Arnaud Hauchardem) w Bahrajnie oraz podzielił II m. w New Delhi (za Aleksiejem Driejewem, wspólnie z m.in. Enamulem Hossainem, Ziaurem Rahmanem, Abdullahem Al-Rakibem i Surya Gangulym). W 2008 r. podzielił I m. (wspólnie z Dorianem Rogozenko i Zigurdsem Lanką) w mistrzostwach Hamburga. W 2009 r. zwyciężył w rozegranych w Rijece indywidualnych mistrzostwach państw śródziemnomorskich, natomiast w 2011 r. zdobył w Maputo drugi w karierze złoty medal indywidualnych mistrzostw Afryki. W 2014 r. zdobył w Chanii brązowy medal indywidualnych mistrzostw państw śródziemnomorskich.
Wielokrotnie reprezentował Egipt w turniejach drużynowych, m.in.:
- pięciokrotnie na olimpiadach szachowych (w latach 2006, 2008, 2010, 2012, 2014)[10],
- dwukrotnie na drużynowych mistrzostwach świata (w latach 2010, 2011)[11],
- trzykrotnie na igrzyskach afrykańskich (w latach 2003, 2007, 2011); trzykrotny medalista: wspólnie z drużyną – trzykrotnie złoty (2003, 2007, 2011)[12],
- dwukrotnie na drużynowych mistrzostwach panarabskich (w latach 2007, 2011); dwukrotny medalista: wspólnie z drużyną – dwukrotnie złoty (2007, 2011)[13].

Najwyższy ranking w dotychczasowej karierze osiągnął 1 stycznia 2011 r., z wynikiem 2640 punktów zajmował wówczas 1. miejsce wśród egipskich szachistów.